# Pfarrkirche Stainach

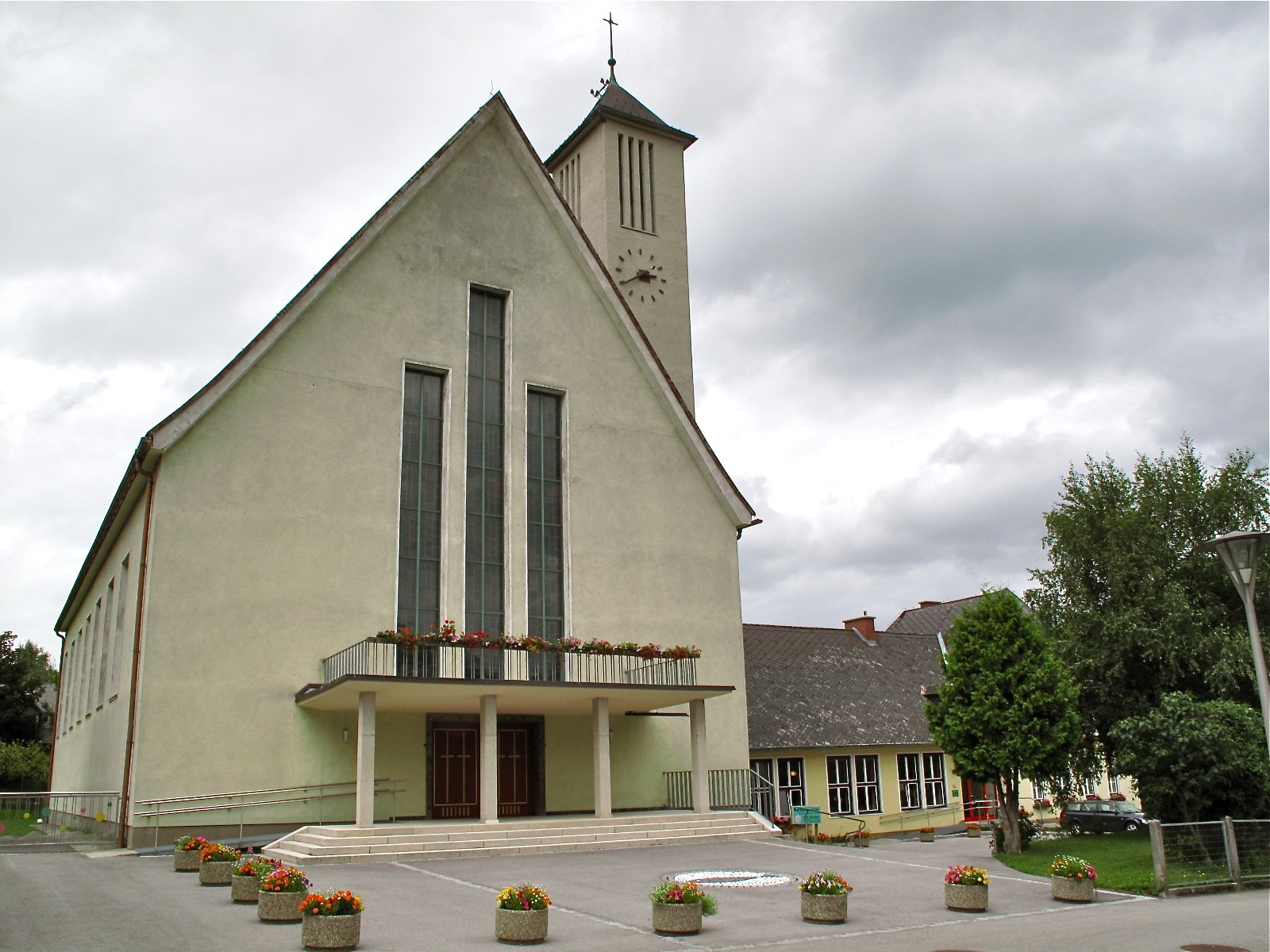
Pfarrkirche Stainach

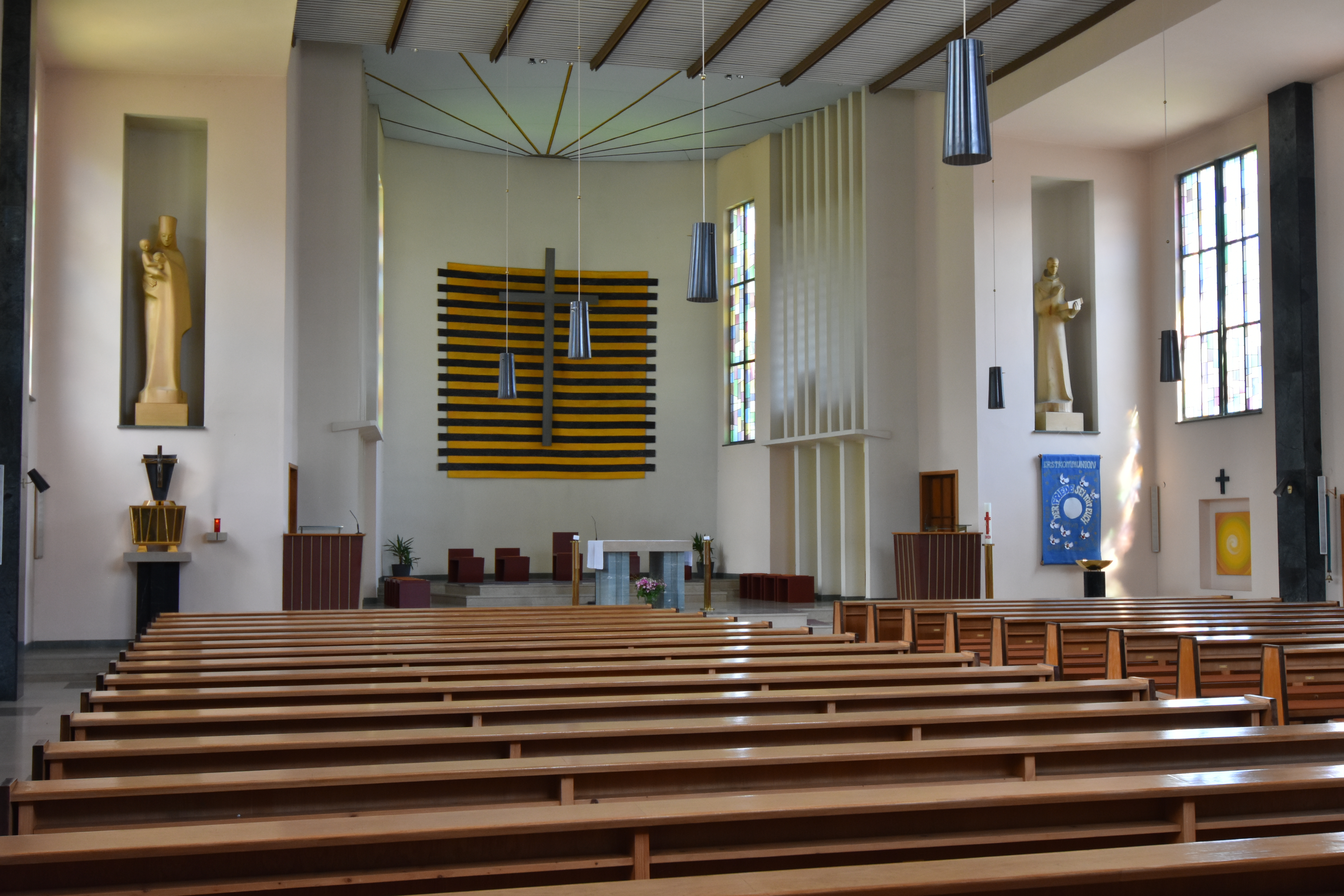
Innenansicht der Pfarrkirche

Die Pfarrkirche Stainach steht im Ort Stainach in der Gemeinde Stainach-Pürgg in der Steiermark. Die römisch-katholische Pfarrkirche Hl. Antonius von Padua gehört zum Dekanat Oberes Ennstal – Steirisches Salzkammergut in der Diözese Graz-Seckau.

## Geschichte
Die Pfarrkirche hl. Antonius wurde von 1957 bis 1958 von Architekt Franz Kirchner erbaut und 1958 von Diözesanbischof Josef Schoiswohl geweiht. Es handelt sich um eine schlichte moderne Saalkirche.
Im Jahre 1998 erfolgte eine Innenraumrestaurierung. Der Altarbereich und der große Wandteppich wurden von Marga Persson aus Kefermarkt gestaltet.